# Hove
Hove je bývalé město na jižním pobřeží Anglie rozkládající se bezprostředně na západ od Brightonu, se kterým od roku 1997 tvoří město Brighton and Hove.

## Historie
V 19. století v průběhu stavebních prací v okolí Palmeira Square byla dělníky objevena pohřební mohyla. Stáří tohoto naleziště bylo určeno do roku 1200 př. n. l. V této asi 6 m vysoké mohyle byl mezi jinými předměty i Hoveský jantarový šálek. Byl vyroben z průsvitného červeného baltického jantaru a velikostí odpovídá běžným čínským šálkům na čaj. Artefakt tohoto poháru je umístěn v místním muzeu.
Z období 16. století pochází Hangleton Manor, velmi zachovalý kamenný statek.[zdroj?] Předpokládá se, že byl postaven okolo roku 1540 pro Richarda Bellinghama, který zastával po dvě období funkci šerifa. Jeho iniciály jsou vyryty na krbu a jeho erb je několikrát zobrazen v omítce stropu. Budova je nyní využívána jako restaurace a je obklopena bytovou zástavbou z 20. století.
Brunswické panství stojící na pobřeží na východě města je bývalý regentský dům. Oblast, ve které se panství nachází, byla na počátku 19. století v době vlivu Jiřího IV. budována jako módní lázeňské středisko. Panství původně mělo svou vlastní ochrannou stráž, jezdeckou školu a divadlo. Dále na západ vytváří pobřeží hranici pro ulice, které jsou pojmenovány číselnou řadou s First Avenue jako ukázkou ulice obklopené okázalými viktoriánskými vilami. Široké bulváry v Hove kontrastují s rušnými ulicemi v Brightonu, ačkoli mnoho původních vil bylo rekonstruováno na bytové jednotky.
Výstavba obytných domů v 50. létech 20. století byla soustředěna na západ od města v oblasti Hangelton a Knoll. Jednalo se především o terasovité domy a dvojdomky stavěné s podporou města.
Pobřeží a pláže, začínající několik set metrů od západního mola v Brightonu, se v poslední době staly velmi módními po poklesu zájmu na počátku 20. století. Totéž platí o domech postavených v 50. létech, které jsou velmi žádané a jejich cena roste.
Centrum města prošlo na konci 90. let 20. století částečnou rekonstrukcí jejíž součástí byla i úprava části populární George Street na zónu pro pěší. Malé obchody byly nedávno spojeny prvním velkým obchodním supermarketem postaveným v centru města (Tesco), vybudovaným na místě původního plynojemu a oblasti, kde vždy působily malé místní obchody a malé provozovny velkých značek.

## Doprava
Hove je vybaveno rozsáhlým dopravním systémem zahrnujícím autobusové spojení do všech obvodů, monitoring autobusů dostupný prostřednictvím internetu, vybavení některých zastávek monitory (systém integrovaný z Brightonem) a taxislužbou schopnou dopravovat cestující v rámci obou měst Brightonu i Hove.

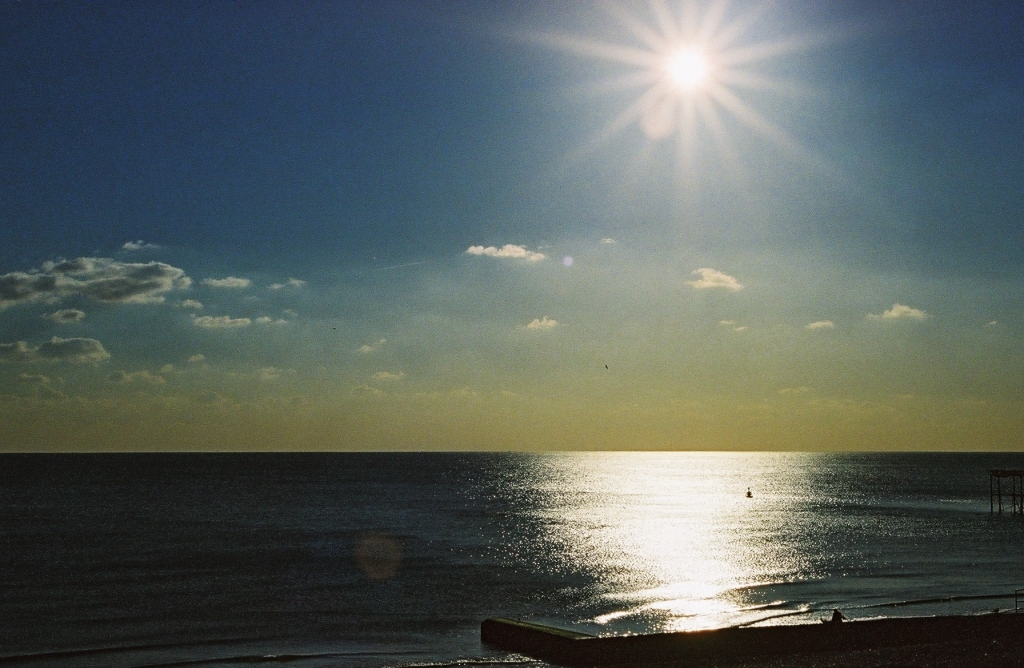
Pohled na moře z pobřeží

Ve městě se nacházejí dvě železniční stanice Hove a Aldrington. Ze stanice Hove vyjíždějí spoje po hlavním tahu směrem na Brighton a dále na Londýn. Nachází se na trase West Coastway Line, podobně jako stanice Aldrington. Cesta vlakem z Hove do Brightonu trvá pouze několik minut.

## Vzdělání
V Hove se nachází mnoho základních škol a tři hlavní centra středního školství – Cardinal Newman Catholic School, Hove Park Secondary School a Blatchington Mill Secondary School.
Brighton, Hove and Sussex Sixth Form College splou s Connaught Centre, Hove Park Sixth Form Centre a Blatchington Mill Sixth Form College přestavují zástupce vysokoškolského vzdělání ve městě.
Pozoruhodností vzdělávacího systému v Hove je velké množství škol nabízejících studium anglického jazyka pro zahraniční studenty.

## Sport
Domovským stadiónem Sussex County Cricket Club je County Cricket Ground v Hove. Je využíván pro zápasy v rámci hrabství i utkání na národní nebo mezinárodní úrovni. King Alfred Centre, odpočinkové a sportovní centrum s plaveckým bazénem u pobřeží, v současné době prochází rekonstrukcí, která bude znamenat, že Hove bude prvním městem, které bude mít stavbu navrženou známým kanadským architektem Frankem Gehrem.